# Пранжен
Пранжен — муниципалитет в районе Ньон, кантон Во, Швейцария. Располагается на Женевском озере.
Пранжен располагает филиалом Швейцарского Национального музея.